# Passalurus ambiguus
Passalurus ambiguus är en rundmaskart som först beskrevs av Rudolphi 1819.  Passalurus ambiguus ingår i släktet Passalurus och familjen Oxyuridae. Arten är reproducerande i Sverige. Inga underarter finns listade i Catalogue of Life.